# Encyocrypta meleagris
Encyocrypta meleagris là một loài nhện trong họ Barychelidae. Loài này phân bố ờ Nouvelle-Calédonie.